# Інститут органічної хімії НАН України
50°27′44.5″ пн. ш. 30°39′5.2″ сх. д. / 50.462361° пн. ш. 30.651444° сх. д.
Інститут органічної хімії НАН України (ІОХ НАН України) — науково-дослідний інститут у Києві. Заснований у 1939 році на базі Інституту хімічної технології АН УРСР та Сектору органічної хімії Інституту хімії АН УРСР. Знаходиться за адресою — вулиця Академіка Кухаря, 5. 

Основні напрямки діяльності інституту: теоретичні і експериментальні дослідження будови, теорії кольоровості та реакційної здатності органічних сполук; тонкий органічний синтез; хімія гетероатомних органічних сполук; супрамолекулярна хімія макроциклічних сполук; наукові основи синтезу сполук з практично корисними властивостями, у тому числі фізіологічно активних речовин, ціанінових барвників, органічних каталізаторів і комплексоутворювачів.
На базі наукових підрозділів установи були створені нові інститути хімічного профілю НАН України: Інститут хімії високомолекулярних сполук НАН України, Інститут біоорганічної хімії та нафтохімії НАН України.
У складі інституту діють 9 наукових відділів і дослідне виробництво. Чисельність працівників становить близько 250, з них наукових співробітників понад 110, зокрема 20 докторів і 80 кандидатів наук. Здійснюється підготовка наукових кадрів вищої кваліфікації через аспірантуру. Функціонує спеціалізована вчена рада із захисту кандидатських і докторських дисертацій за спеціальністю 02.00.03 – органічна хімія.
Установа видає науковий журнал Журнал органічної та фармацевтичної хімії [Архівовано 24 березня 2018 у Wayback Machine.].
В 1970—1981 роках тут працював член-кореспондент АН УРСР Гололобов Юрій Григорович, в 1963—1975 роках працював академік НАН України Кухар Валерій Павлович, в 1939-1957 працював член-кореспондент АН УРСР Корнев К.А.
1981 року на фасаді інституту відкрито меморіальну дошку академіку Андрію Кіпріанову.

## Директори інституту
1. академік АН УРСР Яворський Володимир Полікарпович  1939-1942

2. академік АН УРСР Кіпріанов Андрій Іванович 1942-1960
3. академік АН УРСР Кірсанов Олександр Васильович 1960-1983
4. академік УРСР Марковський Леонід Миколайович 1983-1998
5. академік НАН України Лозинський Мирон Онуфрійович 1998-2011
6. академік НАН України Кальченко Віталій Іванович 2011-2021
7. академік НАН України Вовк Михайло Володимирович 2021-

## Премії та нагороди[2][3]
Ленінська премія (1974) за досягнення в галузі хімії фосфор- та сіркоорганічних сполук присуджена академіку АН УРСР О.В.Кірсанову 

державна премія СРСР (1942) присуджена академіку УРСР А.І.Кіпріанову за створення спеціальних кінофотоматеріалів 

державна премія УРСР (1982), Рада Міністрів СРСР (1982).

Премія Верховної Ради України найталановитішим ученим в галузі фундаментальних і прикладних досліджень та науково-технічних розробок

к.х.н., завідувачеві лабораторії медико-біологічних досліджень Роману Васильовичу Родіку за цикл робіт "Синтез наноструктурних каліксаренових ефекторів біохімічних процесів та перспективи їх біомедичного застосування"

Премія Кабінету Міністрів України за особливі досягнення молоді у розбудові України

к.х.н Черенок Сергій Олексійович

Премія НАН України імені академіка А.І. Кіпріанова

д.х.н., проф., М.В. Вовку, к.х.н., ст.н.с. В.А. Сукачу та к.х.н., ст.н.с. Васькевичу Р.І. за цикл наукових праць «Молекулярний дизайн частково гідрованих та конденсованих азинових і азепінових систем».

Державна премія України в галузі науки і техніки

В.І.Кальченко, Ю.Г.Шермоловичу, А.Д.Синиці (посмертно), П.П.Ониську, В.Ю.Пашиннику, О.М.Пінчуку, М.Й.Поволоцькому, А.П.Марченку, А.О.Толмачову, О.І.Колодяжному за цикл наукових праць “Наукові засади створення нових елементоорганічних сполук і матеріалів на їх основі”.

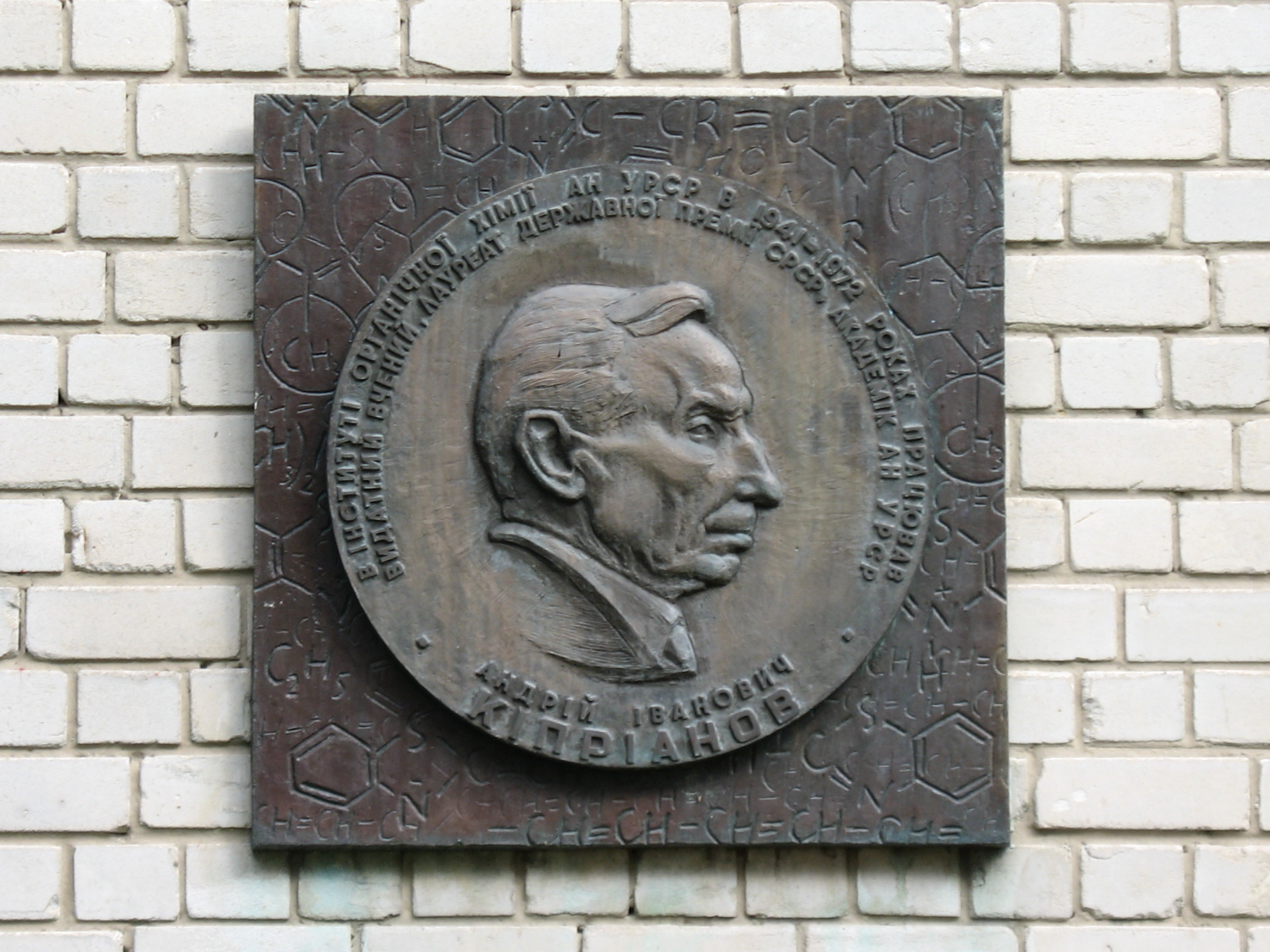
Меморіальна дошка Андрію Кіпріанову
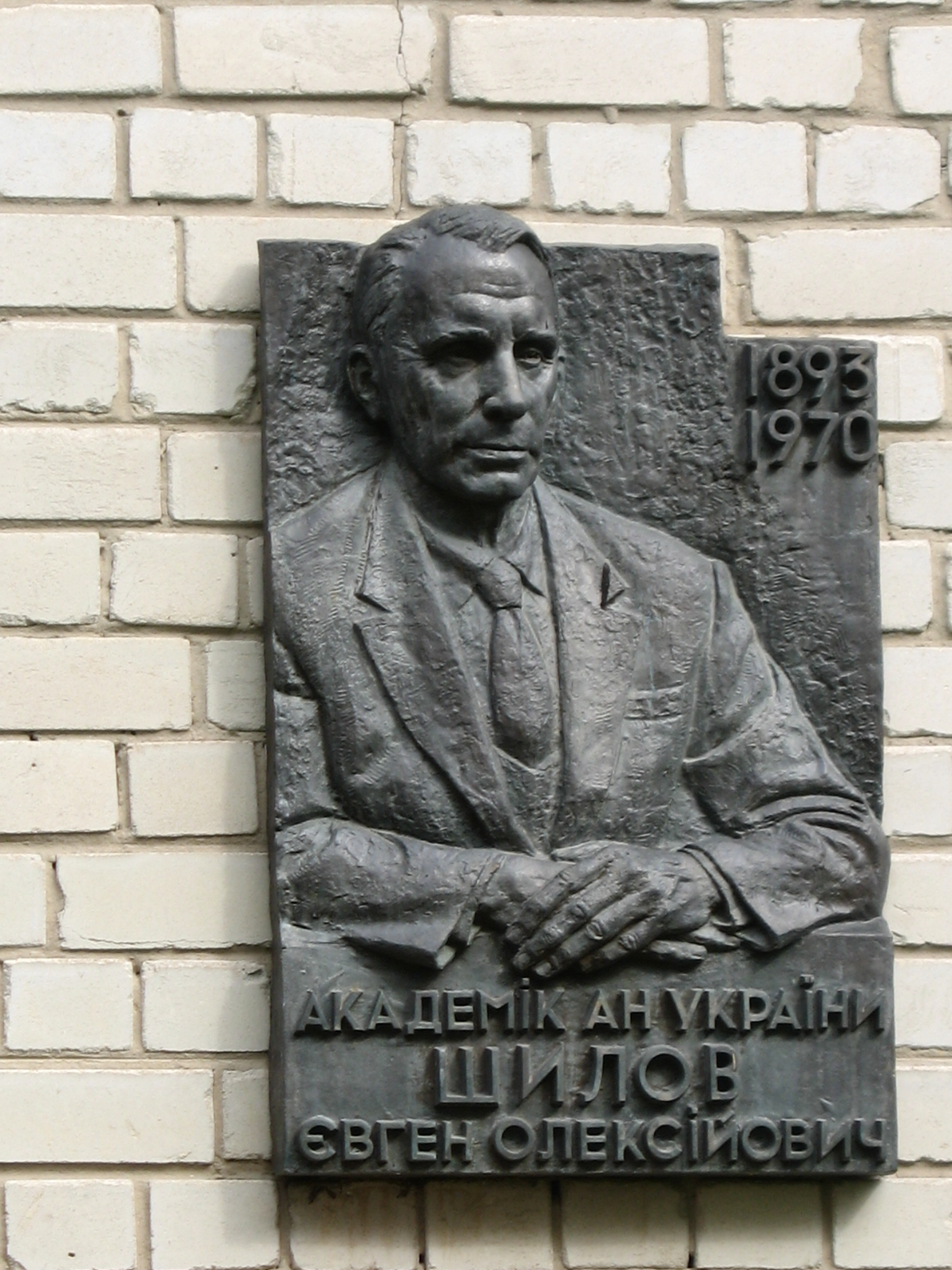
Меморіальна дошка Євгену Шилову
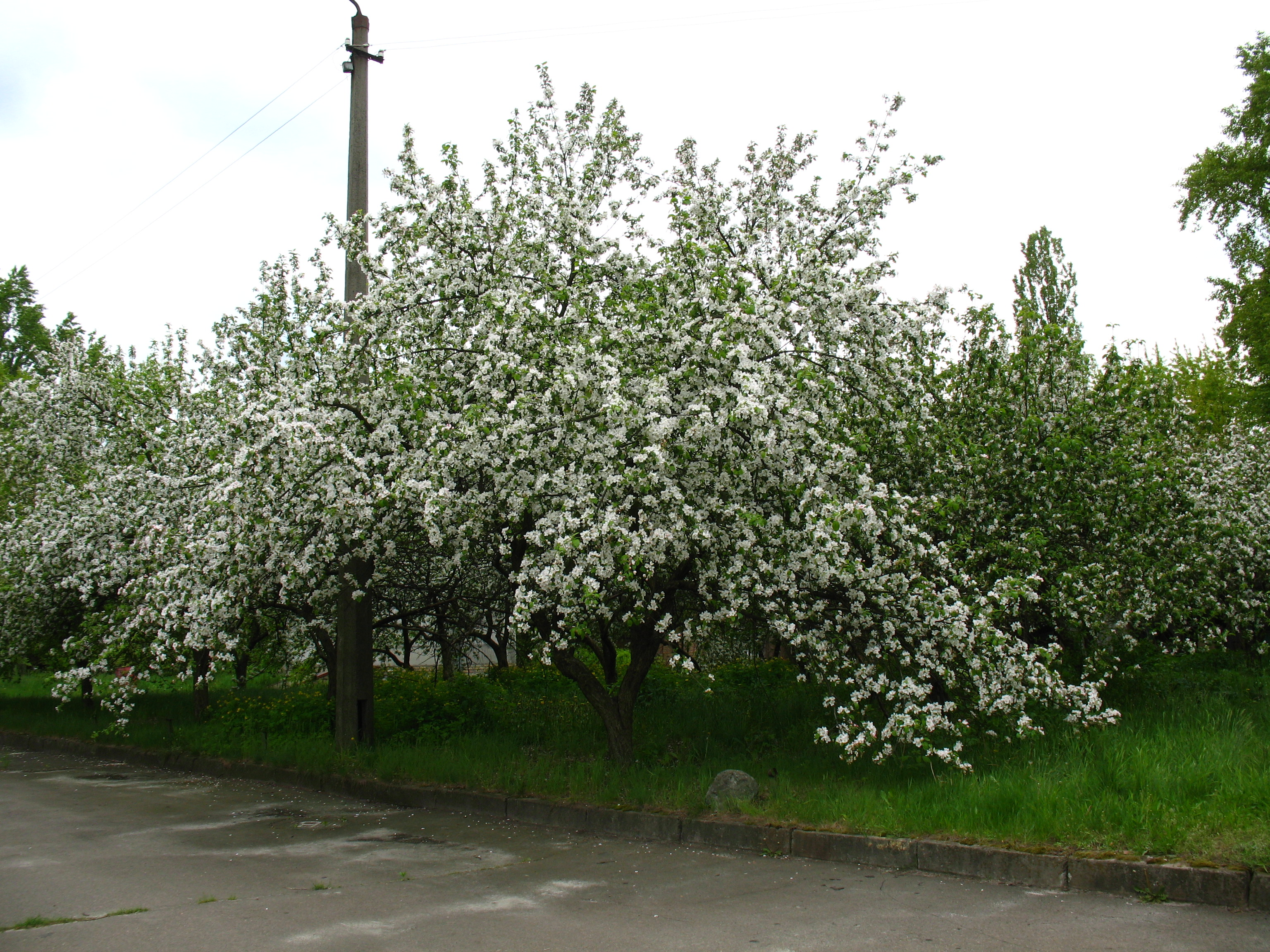
Яблуневий сад на території інституту